# シャロン・オズボーン
シャロン・レイチェル・オズボーン（Sharon Rachel Osbourne、1952年10月9日 - ）は、イギリスの司会者、アーティストマネージャー、作家。出生名はシャロン・レイチェル・レヴィー（Sharon Rachel Levy）。オジー・オズボーンの妻として有名で、オジーのマネージャーも務めていた。

## 経歴
シャロンの父親は、ジェット・レコードの社長ドン・アーデンである。彼は契約を交わすためなら手段を選ばず、ミュージシャンに正当な報酬を支払わないことも多く、悪徳マネージャーとして音楽界では有名だった。彼がブラック・サバスのマネージャーを務めていたことから、シャロンはオジーを知るようになった。その後、サバスをクビになり酒びたりになっていたオジーのマネージメントを手がけるようになり、彼のソロキャリアを成功させる手助けとなる。
また､前記のような理由などから父ドン・アーデンとは長い間､絶縁状態だったが､オジー・オズボーンがブラック・サバスを脱退し､活動の拠点をアメリカに移して以降､徐々に関係を再構築していった。
オジーとは1982年に結婚。エイミー、ケリー、ジャックの3人の子供がいる。
結婚してからもオジーの状況はよくならず、ある日、シャロンは酔った彼に首を絞められて殺されそうになったことがあるという。オジーはその後リハビリ施設に入り、以来「オズボーンズ」で見られるとおり、現在二人の仲は睦まじいものとなっている。
近年は大腸癌が発覚したり(後に完治)、強盗にあったり、自宅が火事になったり、子供たちがドラッグ問題で入院するなど波乱万丈である。また、全身を整形していることでも知られている。

## プロデューサーとして
1996年にはOzzfestを企画し、ヘヴィメタル系の音楽フェスティバルとして絶大な人気を誇っている。
1999年にはスマッシング・パンプキンズのマネージャーになったが、翌年辞任している。

## 出演

### 映画
| 年   | 日本語版の題 原題                                                   | 役名           | 備考       |
| ---- | ------------------------------------------------------------------- | -------------- | ---------- |
| 2002 | オースティン・パワーズ ゴールドメンバー Austin Powers in Goldmember | 本人           | カメオ出演 |
| 2006 | ガーフィールド2 Garfield: A Tail of Two Kitties                     | クリストファー | 声の出演   |
| 2006 | 女の子のコト、男の子のコト It's a Boy Girl Thing                    | デラ・ディーン |            |

### テレビ
| 年                           | 日本語版の題 原題                                                                         | 役名                    | 備考                                                                      |
| ---------------------------- | ----------------------------------------------------------------------------------------- | ----------------------- | ------------------------------------------------------------------------- |
| 1991                         | （日本語版なし） Ozzy Osbourne: Don't Blame Me                                            | 本人                    | ロキュメンタリー                                                          |
| 1998                         | （日本語版なし） Behind the Music                                                         | 本人                    | ドキュメンタリー                                                          |
| 2001                         | （日本語版なし） We Sold Our Souls for Rock 'n Roll                                       | 本人                    | ドキュメンタリー プロデューサーも務めた                                   |
| 2001                         | （日本語版なし） Fan Club                                                                 | 本人                    | 1エピソード                                                               |
| 2001                         | （日本語版なし） The Jubilee Girl                                                         | 本人                    | テレビ映画                                                                |
| 2002 - 2005                  | オズボーンズ The Osbournes                                                                | 本人                    | メイン出演者 エグゼクティブ・プロデューサーも兼任                         |
| 2003 - 2004 2006年           | （日本語版なし） The Sharon Osbourne Show                                                 | 司会者                  | トーク番組                                                                |
| 2004                         | デイズ・オブ・アワ・ライブス Days of Our Lives                                            | 本人                    | 2エピソード                                                               |
| 2004                         | （日本語版なし） Battle for Ozzfest                                                       | 本人                    | リアリティ番組 エグゼクティブ・プロデューサーも兼任                       |
| 2004                         | （日本語版なし） Bo' Selecta!                                                             | 本人                    | 2エピソード                                                               |
| 2004                         | ふたりは友達? ウィル&グレイス Will & Grace                                                | ノニー                  | エピソード「No Sex 'N' the City」                                         |
| 2004 - 2016                  | （日本語版なし） Ant & Dec's Saturday Night Takeaway                                      | 本人 / ゲスト司会者     | 6エピソード                                                               |
| 2004 - 2007 2013 2016 - 2017 | Xファクター The X Factor                                                                  | 審査員                  |                                                                           |
| 2005                         | トップ・オブ・ザ・ポップス Top of the Pops                                                | ゲスト司会者            | 1エピソード                                                               |
| 2006 - 2010                  | （日本語版なし） The Big Gay Sketch Show                                                  | 本人                    | 8エピソード                                                               |
| 2007                         | ドクター・フー Doctor Who                                                                 | 本人                    | エピソード「鳴り響くドラム」                                              |
| 2007                         | （日本語版なし） The Friday Night Project                                                 | ゲスト司会者            | 2エピソード                                                               |
| 2007 - 2012                  | アメリカズ・ゴット・タレント America's Got Talent                                         | 審査員                  | シーズン2 - シーズン7                                                     |
| 2008                         | （日本語版なし） Ross Lees Ghoulies                                                       | 本人                    | 1エピソード                                                               |
| 2008 - 2009                  | （日本語版なし） Rock of Love: Charm School                                               | 司会者                  |                                                                           |
| 2009                         | WWE・ロウ WWE Raw                                                                         | 司会                    | 2エピソード オジーと共演                                                  |
| 2009                         | （日本語版なし） Osbournes Reloaded                                                       | 本人                    | メイン出演者 エグゼクティブ・プロデューサーも兼任                         |
| 2009                         | ザ・カリスマ・ドッグトレーナー 〜犬の気持ち、わかります〜 Dog Whisperer with Cesar Millan | 本人                    | エピソード「Inside Puppy Mills」                                          |
| 2009                         | （日本語版なし） Piers Morgan's Life Stories                                              | 本人                    | 1エピソード                                                               |
| 2009 - 2020                  | （日本語版なし） The One Show                                                             | 本人                    | 5エピソード                                                               |
| 2010 - 2021                  | （日本語版なし） The Talk                                                                 | 司会者                  | シーズン1 - シーズン11                                                    |
| 2010                         | セレブリティ・アプレンティス The Celebrity Apprentice                                     | 出場者                  | シーズン9                                                                 |
| 2011                         | ル・ポールのドラァグ・レース RuPaul's Drag Race                                           | ゲスト審査員            | 1エピソード                                                               |
| 2011                         | オジー降臨 God Bless Ozzy Osbourne                                                        | 本人                    | ドキュメンタリー エグゼクティブ・プロデューサーも兼任                     |
| 2011                         | （日本語版なし） Same Name                                                                | 本人                    | 1エピソード                                                               |
| 2012                         | （日本語版なし） Up All Night                                                             | 本人                    | 1エピソード                                                               |
| 2012 - 2015                  | ジェイクとネバーランドのかいぞくたち Jake and the Never Land Pirates                      | ママ・フック            | 声の出演                                                                  |
| 2013                         | （日本語版なし） The Millers                                                              | 本人                    | 1エピソード                                                               |
| 2013                         | ファミリー・ガイ Family Guy\|                                                             | 本人                    | エピソード「高級カントリークラブのお誘い（No Country Club for Old Men）」 |
| 2014                         | （日本語版なし） The Comeback                                                             | 本人                    | 1エピソード                                                               |
| 2014                         | CSI:科学捜査班 CSI: Crime Scene Investigation                                             | エルシー・マッセー      | エピソード「カモりカモられ（Dead Rails）」                                |
| 2014 - 2021                  | （日本語版なし） Loose Women                                                              | 本人 / ゲストパネリスト | 10エピソード                                                              |
| 2016                         | SUPERGIRL/スーパーガール Supergirl                                                        | 本人                    | エピソード「レッド・クリプトナイト（Falling）」                           |
| 2017                         | （日本語版なし） Celebrity Gogglebox                                                      | 本人                    | 1エピソード                                                               |
| 2018                         | ジェーン・ザ・ヴァーン Jane the Virgin                                                    | 本人                    | エピソード「Chapter Seventy-Four」                                        |
| 2018                         | （日本語版なし） Ozzy & Jack's World Detour                                               | 本人                    | 1エピソード                                                               |
| 2019                         | （日本語版なし） Who Do You Think You Are?                                                | 本人                    | ドキュメンタリー                                                          |
| 2020                         | LUCIFER/ルシファー Lucifer                                                                | 本人                    | 1エピソード（カメオ出演）                                                 |
| 2020                         | （日本語版なし） The Masked Singer UK                                                     | ゲスト審査員            | シーズン1エピソード5                                                      |
| 2020                         | （日本語版なし） Kidding                                                                  | 本人                    | 1エピソード                                                               |
| 2020                         | （日本語版なし） Celebrity Watch Party                                                    | 本人                    | 6エピソード                                                               |
| 2021                         | （日本語版なし） Let's Make a Deal                                                        | 本人                    | 1エピソード                                                               |
| 2021                         | （日本語版なし） The Osbournes Want to Believe                                            | 本人                    |                                                                           |
| 2022                         | （日本語版なし） TalkTV                                                                   | 司会者                  |                                                                           |